# USS Onondaga
Монитор «Онондага» (англ. Onondaga, назван в честь одноименного озера и графства) — двухбашенный береговой монитор, построенный для военно-морского флота США в период Гражданской Войны. Первый в мире многобашенный военный корабль специальной постройки. Служил в береговой обороне и речных операциях до конца войны. После войны продан во Францию, под прежним именем служил до 1904 года.

## История
Успех оригинального USS Monitor в бою с значительно более крупным CSS «Вирджиния» на Хэмптонском Рейде породил доверие к новому классу низкобортных башенных кораблей. Практически немедленно, военно-морской департамент США заказал крупную серию мониторов тип «Пассаик», являвшихся улучшенным и увеличенным развитием оригинального проекта. В то же время, флот считал главным недостатком оригинального проекта слабое и малочисленное вооружение — всего два орудия в единственной вращающейся башне.
Пытаясь решить проблему, флот начал эксперименты с орудиями крупного калибра — 274-мм и даже 380-мм пушками. Параллельно с этим было решено попытаться увеличить огневую мощь мониторов, установив на них более одной башни. В перестройке из винтового фрегата уже находился большой трёхбашенный USS «Роанок»; однако, из-за большой осадки флот считал, что он не будет по-настоящему эффективен в мелких прибрежных водах. Поэтому в мае 1862 года было принято решение построить железный двухбашенный монитор с небольшой осадкой, способный оперировать у побережья мятежных штатов.

## Конструкция
«Онондага» была первым многобашенным кораблем специальной постройки. Она была изготовлена целиком из железа; корпус её являлся удлиненной версией корпуса мониторов типа «Пассаик», и имел (при взгляде сверху) яйцевидную форму. Обводы ограничивали её скорость, но зато делали её хорошо управляемой, чтоб было немаловажно в мелких прибрежных водах.
Водоизмещение «Онондаги» составляло всего 2250 тонн, при осадке не более 3,9 метров. По конструкции, она была типичным ранним монитором, с плоской палубой без фальшборта или выраженных надстроек; на гладкой палубе выступали две башни, труба и два выдвижных патрубка вентилятора. Мореходность её была незначительна; однако, она могла эффективно оперировать во внутренних — в том числе речных — водах.

### Вооружение
Основное вооружение «Онондаги» размещалось в двух вращающихся башнях конструкции Эрикссона. В каждой башне стояло по одному 380-мм гладкоствольному орудию Дальгрена, и по одному 150-фунтовому (203-мм) нарезному орудию Пэррота. Считалось, что гладкоствольные орудия с их тяжелым снарядом и нарезные орудия с их высокой дальнобойностью будут эффективно дополнять друг друга: на практике оказалось, что управлять огнём двух разнотипных орудий в одной башне было крайне неудобно, и более выгодно было бы иметь в каждой башне орудия только одного типа.
Орудия Дальгрена стреляли круглым 200-килограммовым стальным или железным ядром на дистанцию до 2000 метров. Альтернативой ядру могла быть 160-кг фугасная бомба, или картечный заряд из сотни 3-фунтовых картечин в жестяной банке. Орудия Пэррота стреляли 68-килограммовым продолговатым снарядом на расстояние до 7500 метров. В целом, если не считать неадекватного расположения, артиллерия монитора удачно дополняла друг друга и могла быть эффективно использована против любых целей.

### Бронирование
Низкий (всего 0,36 м выше ватерлинии) надводный борт монитора был целиком защищен броневым поясом, толщиной до 140 миллиметров. Точно не известно, была ли её броня набрана из отдельных слоев 25-мм плит (как у речных и береговых мониторов) или же изготовлена из сплошных плит (как у мореходных мониторов). В первом случае, стойкость слоистой брони, вероятно, не превышала таковую у 100-мм сплошной.
Броневые башни монитора были защищены двенадцатью слоями отдельных 25-мм плит; это было связано с тем, что промышленность США испытывала проблемы с производством закругленных броневых элементов большой толщины. Общая толщина брони на башнях составляла 298 мм, но её реальная стойкость была ниже чем у аналогичной толщины сплошной.
Палуба корабля была защищена одним слоем плит, толщиной 25 миллиметров.

### Силовая установка
«Онондага» была первым двухвинтовым монитором. Её приводили в движение две горизонтальные возвратно-поступательные паровые машины, общей мощностью не более 642 л.с. Скорость монитора на мерной миле составила 7 узлов. За счет наличия двух винтов, «Онондага» была весьма маневренной, что имело особое значение на реках.

## Служба

### В американском флоте

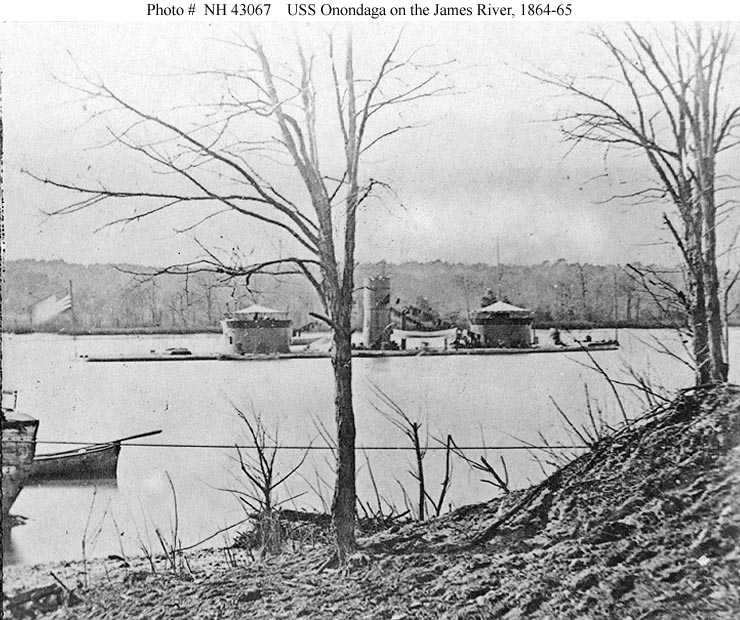
«Онондага» на реке Джеймс

Вступив в строй в марте 1864 года, «Онондага» была немедленно назначена для действий в устье реки Джеймс-Ривер. Река эта, соединявшая Хэмптон-Роудс с Ричмондом, являлась ключевым пунктом для конфедератов; удерживая реку, их броненосцы обеспечивали защиту подступов к Ричмонду с юга, и одновременно, создавали постоянную угрозу для коммуникаций федеральной армии, проходивших через Хэмптон-Роудс.
Федералисты отлично понимали всю важность региона, и активно поддерживали блокаду устья реки все новыми и новыми кораблями. Прибыв на позицию, «Ондонага» была назначена для защиты Рубежа Трента — серии бонов и минных заграждений, поставленных федералистами в реке, для того чтобы запереть в ней конфедеративные корабли. Действуя вблизи конфедеративных позиций, «Ондонага» и другие назначенные в этот регион мониторы принимали участие в поддержке наступления армии генерала Гранта в ноябре 1864.
В декабре 1864, в связи с необходимостью значительной концентрации сил для атаки на форт Фишер, большая часть федеральных броненосных кораблей была отозвана из устья Джеймс-Ривер. «Ондонага» осталась, фактически, единственным кораблем, способным удерживать контроль над устьем реки, и её единственным броненосным компаньоном был экспериментальный бронированный миноносец «Спютен Дайвил», вооруженный шестовыми минами.
Прознав о временном ослаблении сил северян, конфедеративный эскадрон реки Джеймс, в составе броненосцев CSS «Вирджиния II», CSS «Ричмонд» и CSS «Фредериксбург» вознамерился совершить вылазку, которая, при удаче, могла бы серьезнейшим образом нарушить снабжение осаждавшей Ричмонд армии генерала Гранта. 23 января, конфедеративные броненосцы двинулись вниз по реке, расчищая проход через заграждения; завидев их, «Ондонага» отступила чуть ниже, чтобы обеспечить себе свободу маневра, и приготовилась к неравной битве. Однако, атака конфедератов сорвалась по совершенно нелепой причине: во время отлива, два из четырёх конфедеративных броненосцев, канонерка CSS «Дьюи» и миноносец CSS «Скорпион» сели на мель, и когда проход в заграждениях был, наконец, расчищен, идти сквозь него было почти некому. Воспользовавшись беспомощным положением конфедератов, «Онондага» подошла вплотную к заграждениям, и, совместно с береговыми батареями, начала расстреливать стоящие на мели броненосцы. В ходе последующих действий, броненосец «Вирджиния II» был поврежден до небоеспособного состояния, канонерская лодка «Дьюи» уничтожена и миноносец «Скорпион» так поврежден, что был оставлен экипажем. После этого конфедераты отступили.
После завершения военных действий, в июне 1863 «Онондага» была помещена в резерв. Флот, однако, уже не считал нужным более сохранять в составе флота речные мониторы, и в 1867 году передал её владельцу верфи, на которой она была построена, как возмещение за все ещё неоплаченные полностью расходы на постройку.

### Во французском флоте

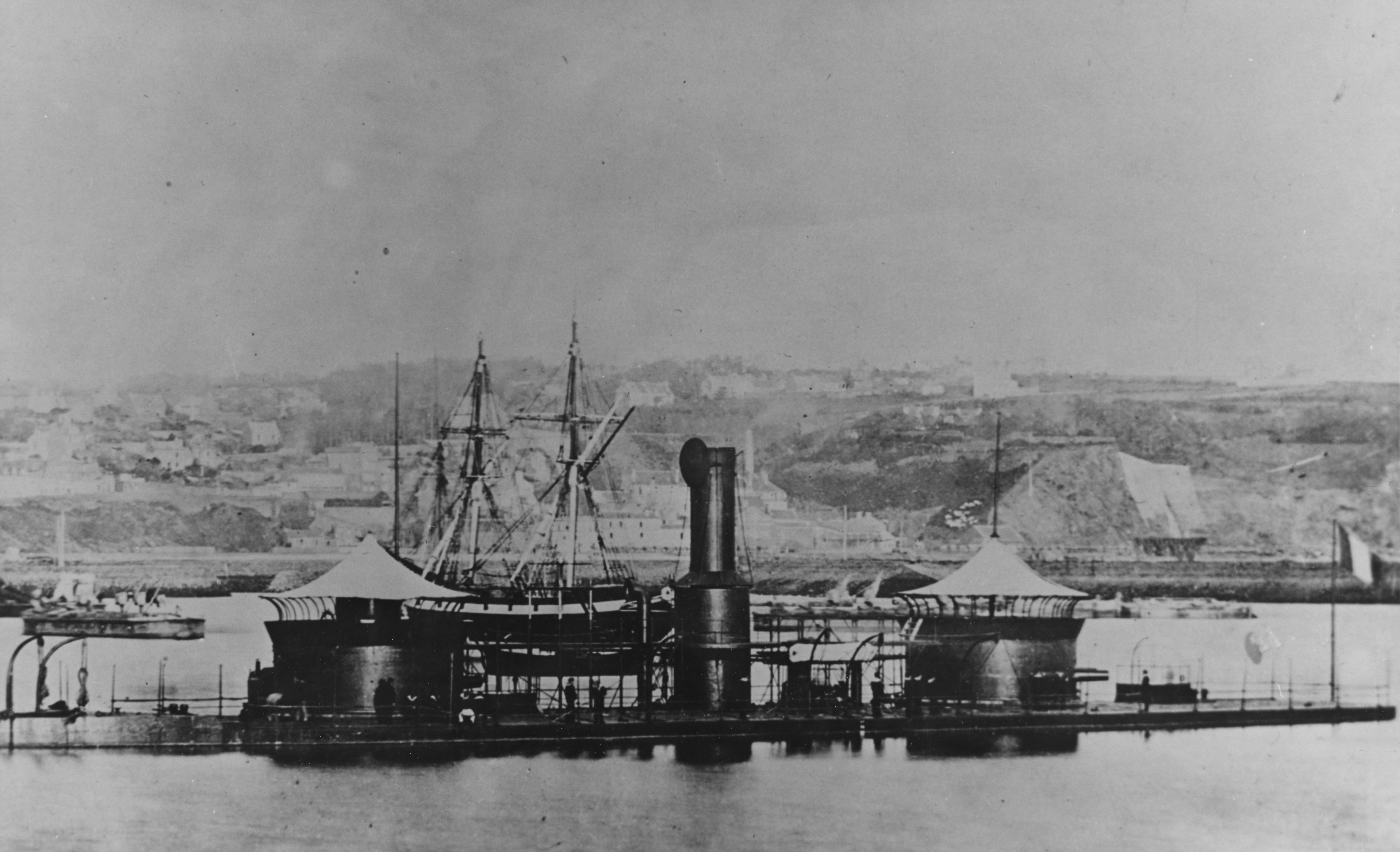
«Онондага» в Бресте

В 1867 году, Франция воспользовалась послевоенным сокращением американского флота, чтобы выкупить часть боевых кораблей для усиления своего флота. Среди них была и «Онондага». Под прежним именем (за исключением приставки USS) корабль пересек Атлантику в 1869 — полностью под парами — и вступил в состав французского флота. Французы нашли монитор «превосходно сделанным», однако, заменили всю артиллерию на четыре французские 234-миллиметровые нарезные пушки.
Под французским флагом, монитор служил более 30 лет в береговой обороне. Он послужил основой для постройки класса мониторов во Франции. Во время Франко-Прусской войны в 1870—1871, корабль находился в плавании но по неизвестной причине не был задействован. Перевооруженный на более новые орудия того же калибра, он прослужил до 1904 года, после чего был списан.